# Plocopsylla thor
Plocopsylla thor är en loppart som beskrevs av Johnson 1957. Plocopsylla thor ingår i släktet Plocopsylla och familjen Stephanocircidae. Inga underarter finns listade i Catalogue of Life.